# Bernd A. Laska
Bernd A. Laska (* 4. August 1943 in Berlin; † 8. April 2025 in Nürnberg) war ein deutscher philosophischer Schriftsteller, Herausgeber, Übersetzer und Verleger.

## Werdegang
Laska studierte an der Technischen Hochschule München und schloss 1969 mit dem Grad des Dipl.-Ing. ab. Nach Auslandsaufenthalten und verschiedenen Tätigkeiten begann er mit schriftstellerischen Arbeiten auf nicht-technischem Gebiet. Er übersetzte Schriften von Wilhelm Reich aus dem Englischen ins Deutsche und begründete 1975 die Wilhelm-Reich-Blätter, eine Alternativzeitschrift als Organ einer informellen Studiengruppe. 1981 erschien von Laska die Rowohlt-Monographie über Wilhelm Reich.
Anschließend verfasste Laska eine Rowohlt-Monographie über Max Stirner, die jedoch auch nach längeren Auseinandersetzungen mit dem Verlag nicht zum Druck kam. Laska hielt diese Differenzen mit dem Rowohlt-Lektorat für symptomatisch für die Stirner-Rezeption. Die Auseinandersetzung veranlasste ihn, sich intensiver mit der Stirner-Rezeption zu befassen. Die Ergebnisse seiner Recherchen publiziert er seit Mitte der 1980er Jahre in einer Reihe von Aufsätzen und der Buchreihe Stirner-Studien.
In den 1980er Jahren entdeckte Laska den französischen Philosophen Julien Offray de La Mettrie (1709–1751) für sich. Da von La Mettrie bisher nur dessen Schrift L'homme machine in deutscher Übersetzung (Der Mensch als Maschine) vorlag, brachte er in dem 1985 gegründeten LSR-Verlag eine vierbändige deutsche Werkausgabe mit Neu- oder Erstübersetzungen von Schriften La Mettries heraus. Parallel dazu konzipierte er das sogenannte LSR-Projekt, das er in der Einleitung zu Band 1 der Werkausgabe La Mettrie umreißt.
Laska macht geltend, dass die Wahl und „Zusammenjochung“ dieser drei ideengeschichtlich randständigen Autoren nicht beliebig geschah, sondern einer neuen Perspektive auf die Geschichte der neuzeitlichen Aufklärung zu danken ist: Diese neue Perspektive nimmt in den Blick, was jene drei sonst isolierten, jeweils um die Mitte des 18., 19. und 20. Jahrhunderts wirkenden Denker verbindet: inhaltlich und wirkungsgeschichtlich. Ein erster Versuch, den „gemeinsamen Ideenkern“ der drei Autoren freizulegen, liegt in drei monographischen Artikeln vor: Die Negation des irrationalen Über-Ichs bei La Mettrie / …bei Max Stirner / …bei Wilhelm Reich. Der Großteil der bisher vorliegenden Arbeiten betrifft jedoch die Abwehr und Verdrängung dieses Ideenkerns durch den Mainstream der Aufklärung, in Laskas Worten: die Re(pulsions- und De)zeptionsgeschichte.
Laska erklärt, dass er mit seinem LSR-Projekt das Ziel verfolgt, durch Aufdeckung der mehrfachen „falschen Weichenstellungen“ und „Pyrrhussiege“ im Verlauf der neuzeitlichen Aufklärung deren „Paralyse“ seit Mitte des 20. Jahrhunderts aufzuheben; dass er der defätistischen Interpretation etwa Horkheimers und Adornos (Dialektik der Aufklärung) eine potentiell zukunftsweisende entgegensetzen will.

## Das LSR-Projekt
Das LSR-Projekt ist ein ideenhistorisches Projekt, das Laska 1985 ins Leben rief. Die Buchstaben L, S, R stehen für La Mettrie, Stirner, Reich. Zeitgleich wurde der LSR-Verlag gegründet, in dem zunächst eine vierbändige deutsche Werkausgabe zu La Mettrie (großteils Erstübersetzungen), dann eine Sammlung der kleineren Schriften von Stirner (Parerga, Kritiken, Repliken) und schließlich eine Schriftenreihe Stirner-Studien (bisher drei Bände von Laska) erschienen.
Seit 1975 hatte Laska vorwiegend über Wilhelm Reich publiziert. Mit den von ihm herausgegebenen Wilhelm-Reich-Blättern wollte er drei damaligen Tendenzen entgegenwirken: dem Vergessen Reichs auf Seiten der Linken; der Vereinnahmung des späten Reich – des Orgonforschers – durch die boomende Esoterik; der Kommerzialisierung der Reich'schen Therapietechnik. Laska ist bestrebt, eine allgemeinere Bedeutung Reichs, die man „philosophisch“ nennen könnte, herauszuarbeiten und in den Vordergrund zu stellen. Dabei bemüht er sich zunächst um den Nachweis, dass Reich zwar Schüler Freuds war, aber vor allem der (aufklärerische) Antipode dieses letzten großen Aufklärers.
Sowohl Freud als auch Reich sahen sich, trotz des immensen ideengeschichtlichen Einflusses der Psychoanalyse, nicht als Philosophen. Aber nicht nur deshalb, sondern aus in der Sache liegenden Gründen, charakterisierte Laska sein LSR-Projekt als „paraphilosophisch“.
Das LSR-Projekt entwickelte sich im Anschluss an die Theoriediskussionen der 1968er Jahre über eine Zusammenführung der aufklärerischen Großtheorien von Karl Marx und Sigmund Freud im sog. Freudomarxismus. Diese Zusammenführung wurde in den 1920er Jahren hauptsächlich von Wilhelm Reich (1897–1957) begonnen. „1968“ wurde sie vor allem durch Herbert Marcuse modifiziert und wiederbelebt. In den 1970er Jahren schwand das breite Interesse an freudomarxistischer Theorie. Stattdessen gewannen Jacques Lacans „neue Lesart“ Freuds und Louis Althussers „neue Lesart“ Marx’ an Einfluss. Michel Foucaults neuartige Sicht fand schnell große Beachtung. Diesen neuen Theorien war gemein, dass sie stillschweigend mit der freudomarxistischen Tradition gebrochen hatten. Diese und einige andere Entwicklungen in der politischen Philosophie nach 1945 – Stichworte: Postmoderne; Habermas’ „neue Unübersichtlichkeit“ etc. – führten Laska zu der Annahme, dass durch diesen komplexen und chaotischen Prozess der große aufklärerische Impetus des ursprünglichen Freudomarxismus verschüttet, ja „verdrängt“ worden sei.
„Verdrängung“ ist denn auch ein zentraler Begriff in den bisher großteils rezeptionsgeschichtlichen Studien im Rahmen des LSR-Projekts. Zunächst geht es darin um den Nachweis, dass tatsächlich verdrängt wurde, danach um die Erschließung der Idee, die verdrängt wurde. Den Untersuchungen zu Wilhelm Reich folgten später weitere zu Max Stirner (1806–1856) und schließlich zu Julien Offray de La Mettrie (1709–1751) und ihren jeweiligen Umfeldern. Als Akronym der Namen der (chronologisch geordneten) Protagonisten wurde der Name LSR-Projekt gebildet.
Im LSR-Projekt soll gezeigt werden, dass zu den jeweiligen Höhepunkten der neuzeitlichen Aufklärung ein radikal materialistisch-atheistischer Denker auftrat, dessen Ideen von seinen Zeitgenossen – paradoxerweise besonders von den aufklärerischen Denkern – „verdrängt“ und sozusagen totgeschwiegen wurden. Weiterhin soll gezeigt werden, dass nach der Durchsetzung aufklärerischer Ideen und der Aufarbeitung der Ideengeschichte der Aufklärung diese stillschweigende Ächtung wiederum übergangen wurde, also „Sekundärverdrängungen“ vorliegen. Die geistesgeschichtliche Relevanz dieser Vorgänge soll dadurch gezeigt werden, dass in den drei jeweils fast ein Jahrhundert auseinanderliegenden Fällen trotz sehr unterschiedlicher gesellschaftlicher und philosophischer Kontexte ein in seiner Grundstruktur sehr ähnliches Rezeptionsmuster herauspräparierbar sei, nämlich das der „Re(pulsions- und De)zeptionsgeschichte“.
In dem bisher weitgehend außerakademisch durchgeführten, und primär über die Einzelarbeiten, nicht über den Gesamtanspruch rezipierten LSR-Projekt wird nicht angestrebt, die drei in der Philosophiegeschichte marginalen Autoren La Mettrie, Stirner und Reich zu rehabilitieren. Die Fallstudien zu diesen als „Parias des Geistes“ bezeichneten Denkern und eine konsequent gegen den Strich gelesene Geschichte der aufklärerischen Philosophie sollen gemäß dem Selbstverständnis des Projekts vielmehr einen Impuls „für die Reanimation der paralysierten Aufklärung“ geben. Rezensenten von LSR-Publikationen haben sich sowohl positiv als auch negativ geäußert.
Nachdem die Webseite des LSR-Projekt seit 2016 keine wesentlichen Erweiterungen mehr erfahren hatte, übernahm im April 2024 Christian Fernandes die Administration. Im selben Jahr gab er aus dem Vorlass Laskas dessen Briefwechsel mit dem Philosophen Hermann Schmitz  sowie eine Neuauflage von Laskas nicht zustande gekommener Stirner-Biographie heraus.

### Geschichte
Die bisher in Zeitschriften und Büchern veröffentlichten Arbeiten Laskas sind vorwiegend rezeptionsgeschichtliche Studien, die, oft mit großer Akribie, Zusammenhänge näher erforschen, die in der etablierten Philosophiegeschichte – das zeigen schon die Namen der drei Protagonisten – normalerweise wenig Beachtung finden. Es geht dabei aber offenbar auch, wahrscheinlich sogar in erster Linie, um Inhaltliches, denn über die Gründe, die den Konflikt zwischen Freud und Reich provozierten, führte der Weg zu den beiden anderen Konflikten, die im LSR-Projekt thematisiert werden und deren Analyse laut Laska geeignet sein soll, „die seit Mitte des 20. Jh. paralysierte europäische Aufklärung neu zu beleben.“ Um den Vorwurf des ahistorischen Vorgehens zu konterkarieren, betont Laska die strukturellen und inhaltlichen Gemeinsamkeiten der drei Konflikte, die jeweils durch ein Jahrhundert getrennt stattfanden. Strukturell seien die Konflikte durch den Vorgang der „Verdrängung“ gekennzeichnet, der sowohl psychologisch (bei den Protagonisten) als auch ideenpolitisch (bei deren Theorieproduktion) zu fassen sei – was an den unten dargestellten Beispielen klarer wird. Worum es in den drei Konflikten inhaltlich ging, ist nur im Ansatz ausgearbeitet und kann nur nach dem gegenwärtigen Stand des LSR-Projekts darzustellen versucht werden.

#### Freud contra Reich
Als Keimzelle des LSR-Projekts erscheint der weithin wenig bekannte Konflikt zwischen Freud und seinem vierzig Jahre jüngeren Schüler Reich. Schon 1981, also vor Initiierung des LSR-Projekts, hat Laska in seiner Rowohlt Monographie diesen Konflikt und seine Besonderheiten hervorgehoben. Während sonstige Konflikte zwischen Freud und seinen Schülern, die zur Trennung führten (Jung, Adler, Rank, Ferenczi u. a.), stets von diesen ausgegangen seien, sei Reich auf Freuds Drängen aus den Organisationen der Psychoanalyse ausgeschlossen worden. Während Freud sonst die Differenzen zu seinen Dissidenten zwecks Klarstellung der eigenen Position öffentlich erörtert habe, sei er im Falle Reich stumm geblieben. Reichs Ausschluss, der in der offiziösen Geschichtsschreibung der Psychoanalyse nur beiläufig und als Austritt erwähnt wurde, erfolgte in politisch turbulenter Zeit (1934) und blieb lange Zeit unbeachtet. Auch als man 1968 Reich wiederentdeckte, problematisierte man seinen Konflikt mit Freud nicht. Erst nachdem in den späten 1980er Jahren die Politik der Psychoanalyse gegenüber dem Nationalsozialismus aufgearbeitet wurde, erschien der „Fall Wilhelm Reich“ in neuem Licht. Reich wurde nun von einigen „Linksfreudianern“ als derjenige unter den Psychoanalytikern gesehen, der die Gefährdung der Psychoanalyse durch den NS am frühesten erkannt habe und dergestalt reagierte, dass er eine aktive marxistische Position bezog und am konsequentesten gegen den NS aufgetreten sei.
Ungeachtet des großen Geltungsverlusts, den Freud und Marx in den letzten Jahrzehnten erfahren haben, will Laska freilegen, was damals verschüttet worden sei; zunächst stehen dabei die tatsächlich sehr konspirativ anmutenden Vorgänge um Reichs Ausschluss aus der Internationalen Psychoanalytischen Vereinigung (IPV) im Vordergrund. Dazu sind in den letzten Jahren aus lange verschlossenen Archiven aufschlussreiche Materialien bekannt geworden, darunter Freuds Anweisung an Max Eitingon, den Vorsitzenden der Berliner Psychoanalytischen Vereinigung, zum Ausschluss Reichs: „Ich wünsche es aus wissenschaftlichen Gründen, habe nichts dagegen, wenn es aus politischen geschieht.“ Diese „wissenschaftlichen Gründe“, die Freud weder öffentlich noch privat je nannte, nach denen aber – was Laska hervorhebt – auch nie jemand fragte, sollen im LSR-Projekt erschlossen werden.

#### Marx und Nietzsche contra Stirner
Der Fall Stirner liegt etwa ein Jahrhundert vor dem Fall Reich und scheint kaum mit ihm in Verbindung zu stehen. Laska versuchte jedoch bisher übersehene Parallelen sowohl inhaltlicher als auch rezeptionsgeschichtlicher Natur zwischen beiden Fällen herauszuarbeiten. Was Marx’ Verhältnis zu Stirner angeht, baut er auf einschlägigen Forschungen auf, die Wolfgang Eßbach 1982 zusammengefasst und erweitert hat. Die Forschungen zum Verhältnis Nietzsches zu Stirner, die Anfang des 20. Jahrhunderts ohne klares Resultat abgeschlossen wurden, hat er selbst ausgewertet und aufgrund eines neuen biografischen Fundes weitergeführt.

#### Französische Aufklärer contra La Mettrie
Friedrich Albert Lange nennt in seiner Geschichte des Materialismus (1866) La Mettrie (1709–1751) „einen der geschmähtesten Namen der Literaturgeschichte“ und „den Prügeljungen“ der französischen Aufklärung. Über Jahrzehnte versuchten die französischen Materialisten, sich durch Totschweigen von La Mettrie zu distanzieren. Schließlich nannte einer der Wortführer, Denis Diderot, den Grund: es gelte „einen in seinen Sitten und Anschauungen so verdorbenen Menschen“ ausdrücklich aus der Gemeinschaft der philosophes auszuschließen. Die wirkungsträchtigste „Verdrängung“ La Mettries sei jedoch, so Laska, durch Jean-Jacques Rousseau erfolgt, dessen „berühmte illumination (Erleuchtung) vom Oktober 1749 – die Geburt des Philosophen Rousseau – weder einem unerklärlichen Zufall zuzuschreiben ist noch eine von Rousseau nachträglich erfundene Phantasie war, sondern aller Wahrscheinlichkeit nach von einem kurz zuvor erschienenen Buch ausgelöst wurde, dem Discours sur le bonheur ou Anti-Sénèque (Diskurs über das Glück oder Anti-Seneca) von Julien Offray de La Mettrie.“

### Rezeption
Das LSR-Projekt wird bisher nicht, wie offenbar langfristig intendiert, als ideengeschichtliches Gesamtprojekt, sondern nur als Webpräsenz zur Veröffentlichung von Materialien, Abhandlungen und Essays zu drei philosophiehistorisch marginalisierten Denkern rezipiert.

## Schriften

### Zeitschrift
- (Hrsg.): Wilhelm-Reich-Blätter. 1975–1982, ISSN 0170-0545

### Bücher
- Wilhelm Reich, in Selbstzeugnissen und Bilddokumenten, Reinbek: Rowohlt 1981 (6. Aufl. 2008), ISBN 978-3-499-50298-9
- Stirner-Studien:
  - Band 1: Ein heimlicher Hit. Editionsgeschichte von Max Stirners „Einzigem“, Nürnberg: LSR-Verlag 1986, ISBN 3-922058-61-2
  - Band 2: Ein dauerhafter Dissident. Wirkungsgeschichte von Max Stirners „Einzigem“, Nürnberg: LSR-Verlag 1986, ISBN 3-922058-62-0
  - Band 3: „Katechon“ und „Anarch“. Carl Schmitts und Ernst Jüngers Reaktionen auf Max Stirners „Einzigen“, Nürnberg: LSR-Verlag 1986, ISBN 3-922058-63-9
- (als Herausgeber und Übersetzer): Werkausgabe Julien Offray de La Mettrie
  - Band 1: Der Mensch als Maschine, Nürnberg: LSR-Verlag 1985, ISBN 3-922058-28-0
  - Band 2: Über das Glück („Anti-Seneca“), Nürnberg: LSR-Verlag 1985, ISBN 3-922058-30-2
  - Band 3: Philosophie und Politik, Nürnberg: LSR-Verlag 1987, ISBN 3-922058-29-9
  - Band 4: Die Kunst, Wollust zu empfinden, Nürnberg: LSR-Verlag 1987, ISBN 3-922058-31-0
- (als Herausgeber):
  - Max Stirner: Parerga, Kritiken, Repliken, Nürnberg: LSR-Verlag 1986, ISBN 3-922058-32-9
- (als Übersetzer):
  - Wilhelm Reich: Christusmord, Olten und Freiburg/Br: Walter-Verlag 1978, ISBN 3-530-68000-1
  - Wilhelm Reich / Alexander S. Neill: Zeugnisse einer Freundschaft. Briefwechsel 1936–1957, Köln: Kiepenheuer & Witsch 1986, ISBN 3-462-01784-5
  - Wilhelm Reich: Charakteranalyse, Köln: Kiepenheuer & Witsch 1989, ISBN 978-3-462-01982-7 (teilw.)

### Aufsätze (Auswahl)
- Wilhelm Reich als Sexuologe. In: Sexuologie 4 (3) 1996, S. 232–241 (online)
- Dissident geblieben. Wie Marx und Nietzsche ihren Kollegen Max Stirner verdrängten und warum er sie geistig überlebt hat. In: Die Zeit, Nr. 5, 27. Jan. 2000, S. 49 (online)
- LSR als „anarchistisches“ Projekt. In: Die richtige Idee für eine falsche Welt? Perspektiven der Anarchie. Hrsg. v. Rolf Raasch und Hans Jürgen Degen, Berlin: OPPO-Verlag 2002, S. 93–100, ISBN 3-926880-12-0 (online)
- Nietzsches initiale Krise. Die Stirner-Nietzsche-Frage in neuem Licht. In: Germanic Notes and Reviews, Bd. 33, Nr. 2, fall/Herbst 2002, S. 109–133 (online)
- Otto Gross zwischen Max Stirner und Wilhelm Reich. In: Raimund Dehmlow & Gottfried Heuer (Hrsg.): 3. Internationaler Otto-Gross-Kongress, Ludwig-Maximilians-Universität, München. Marburg: LiteraturWissenschaft.de 2003, S. 125–162, ISBN 3-936134-06-5 (online)
- La Mettrie und die Kunst, Wo(h)llust zu empfinden. Portrait eines verfemten Denkers. In: Der Blaue Reiter. Journal für Philosophie, Heft 16 (Juni 2003), S. 98–103 (online)
- Der Stachel Stirner. Rezensionsessay [Über Alexander Stulpe: Die Gesichter des Einzigen]. In: Aufklärung und Kritik, Jg. 17, Heft 4, Oktober 2010, S. 272–279 (online)
- 1750 – Rousseau verdrängt La Mettrie. Eine ideengeschichtliche Weichenstellung. In: Aufklärung und Kritik, Jg. 19, Heft 4, Oktober 2012, S. 174–185 (online)
- Individuelle Selbstermächtigung und rationales Über-Ich. Max Stirner als psychologischer Denker. In: Wolf-Andreas Liebert / Werner Moskopp (Hrsg.): Die Selbstermächtigung der Einzigen. Berlin: LIT-Verlag 2014, S. 127–163, ISBN 978-3-643-12454-8
- Vade retro! – Zur Repulsionsgeschichte von Stirners ‚Einzigem‘. In: Anarchismus in Vor- und Nachmärz. Hg. v. Detlev Kopp und Sandra Markewitz, Bielefeld: Aisthesis-Verlag 2017, S. 71–100, ISBN 978-3-8498-1205-8. (FVF Forum Vormärz Forschung, Jahrbuch 2016)